# St. Antonius von Padua (Hofen)

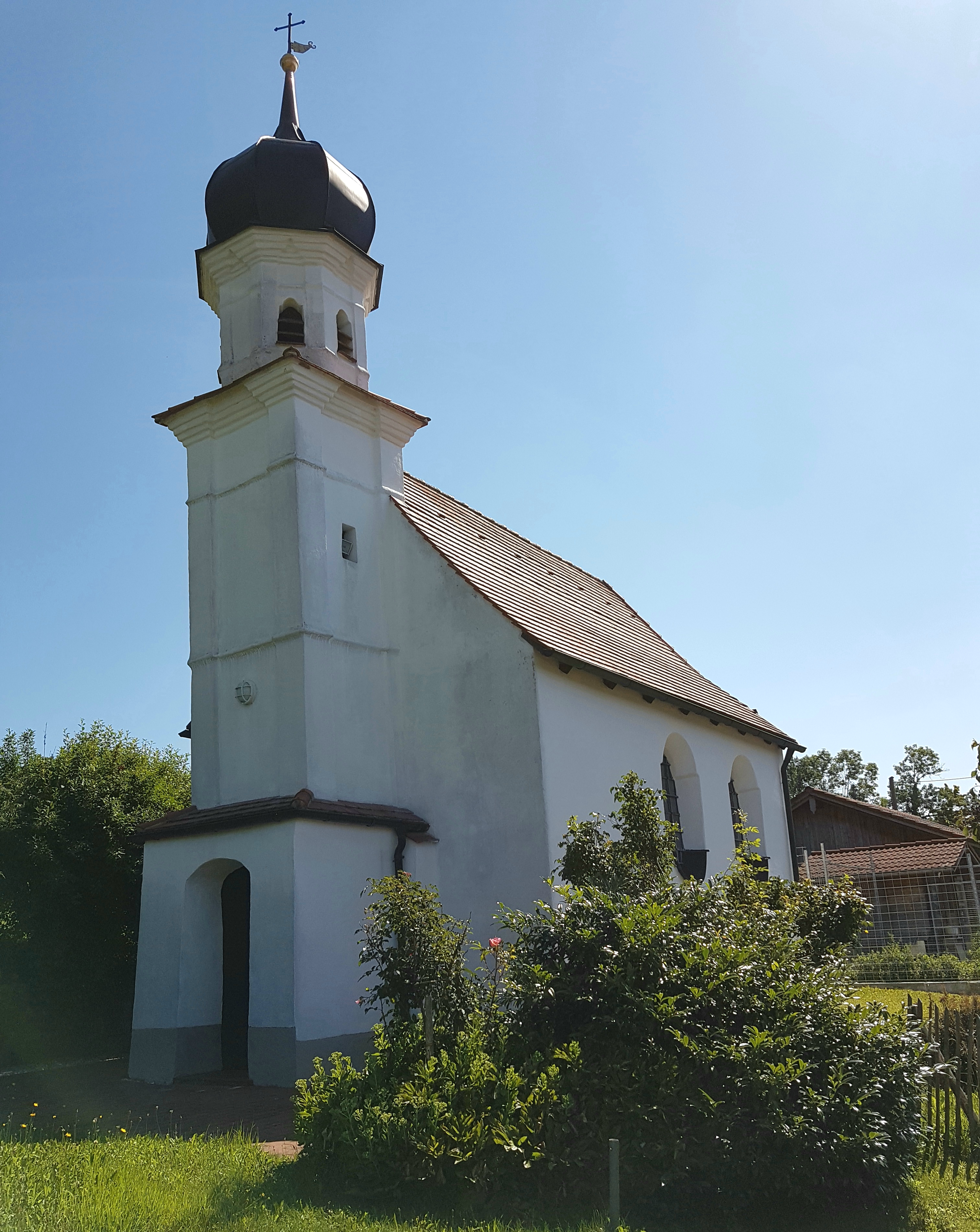
Die Antoniuskapelle von Südwesten

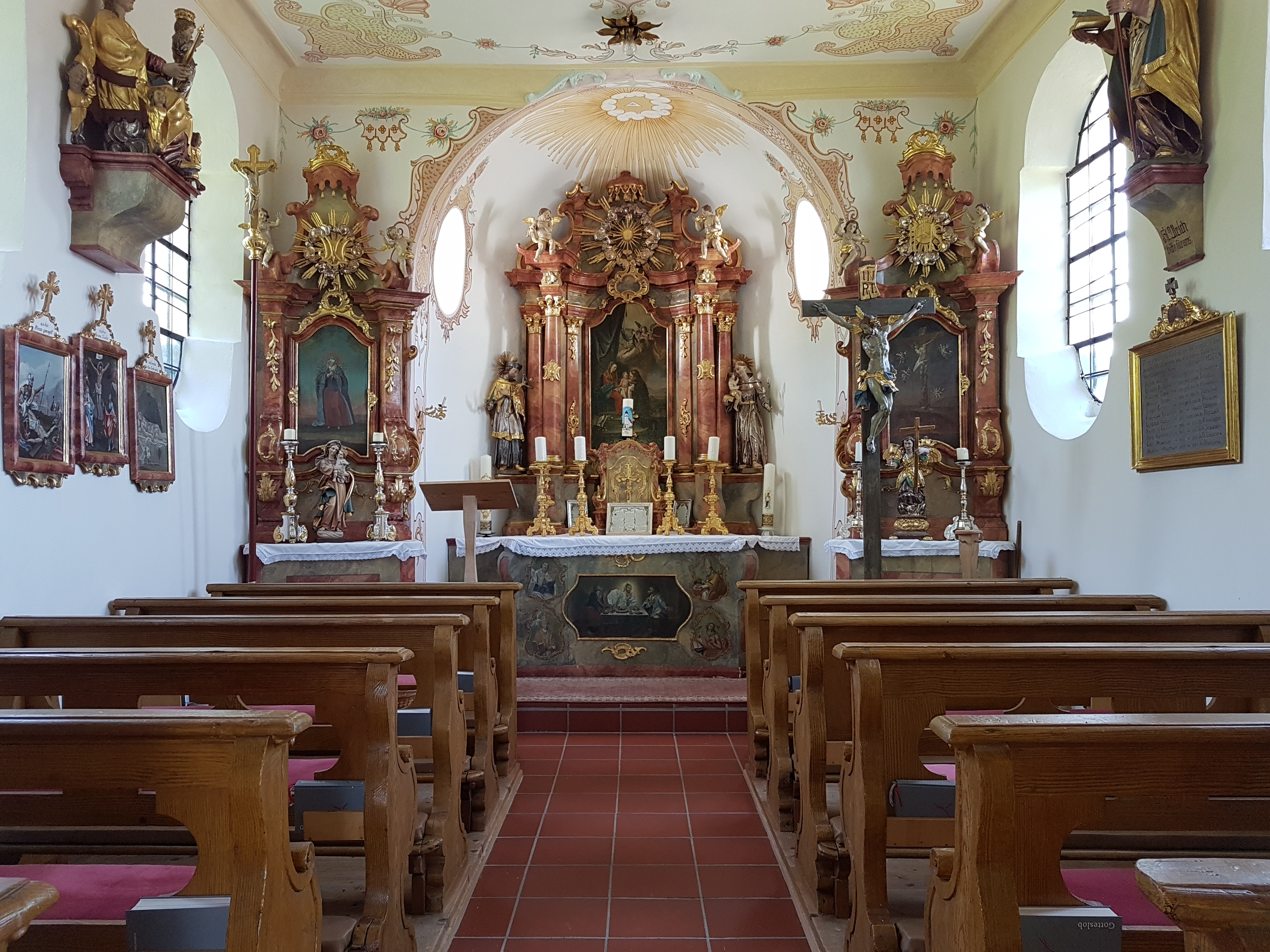
Das Kapelleninnere

Die Kapelle St. Antonius von Padua in Hofen, einem Gemeindeteil von Stötten am Auerberg, liegt am Südwestabhang des Auerbergs im bayerischen Landkreis Ostallgäu.

## Geschichte
Der 1709 errichtete Spätbarockbau erhielt seine Ausstattung überwiegend um 1750 bis 1770. Zuletzt wurde die Dorfkapelle 1954 und vor 2010 renoviert.

## Beschreibung
Der stattliche Kapellenbau, der annähernd die Größe einer kleinen Filialkirche hat, gliedert sich in ein zweijöchiges Langhaus mit Ochsenaugenfenstern und einen einjöchigen Chor mit halbrundem Abschluss. Der Westturm mit Zwiebelhaube ist der Giebelseite vorangestellt.

Das Langhaus besitzt im Innern eine Flachdecke, deren Hauptfresko die Krönung Mariens darstellt. Der Hochaltar um 1750, ein viersäuliger, marmorierter Aufbau, zeigt im Altarblatt den heiligen Antonius kniend zu Füßen der Muttergottes.
Der Schmerzensmutteraltar (links) und der Kreuzaltar (rechts) sind ebenfalls um 1750 entstanden. Die Heiligenfiguren an den Langhauswänden stammen aus der Zeit von 1670 bis 1770/80. Die Kreuzwegbilder wurden Mitte des 19. Jahrhunderts gemalt.